# Hoa hậu Hoàn vũ 1991
Hoa hậu Hoàn vũ 1991 là cuộc thi Hoa hậu Hoàn vũ lần thứ 40 được tổ chức vào ngày 17 tháng 5 năm 1991 tại thành phố Las Vegas, Nevada, Hoa Kỳ. Có tổng cộng 73 thí sinh tham gia cuộc thi và với chiến thắng thuộc về Lupita Jones, người đẹp Mexico. Lupita được trao vương miện bởi Hoa hậu Hoàn vũ 1990 Mona Grudt đến từ Na Uy.

## Kết quả

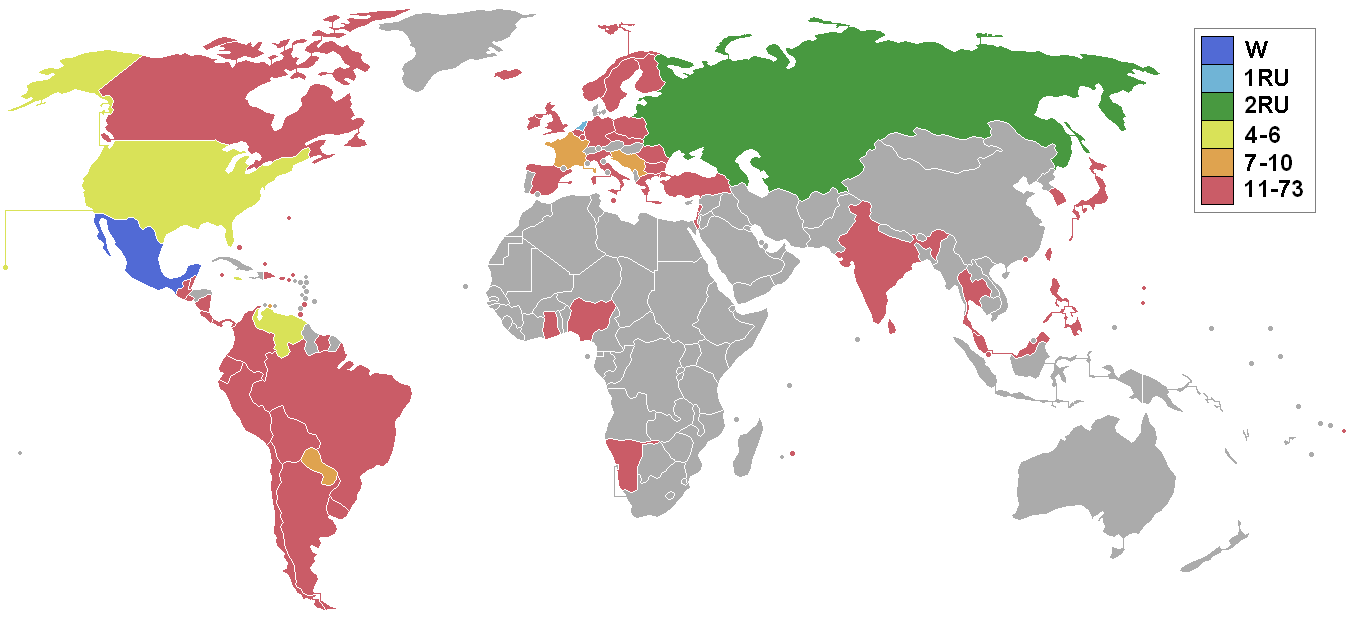
Các quốc gia và vùng lãnh thổ tham gia Hoa hậu Hoàn vũ 1991 và kết quả.

### Thứ hạng
| Kết quả              | Thí sinh |
| -------------------- | --- |
| Hoa hậu Hoàn vũ 1991 | - Mexico – Lupita Jones                                                                                       |
| Á hậu 1              | - Hà Lan – Paulien Huizinga                                                                                   |
| Á hậu 2              | - Liên Xô – Julia Lemigova                                                                                    |
| Top 6                | - Jamaica – Kimberley Mais - Venezuela – Jackeline Rodrigue - Hoa Kỳ – Kelli McCarty                          |
| Top 10               | - Curaçao – Jacqueline Krijger - Pháp – Mareva Georges - Paraguay – Vivian Benítez - Nam Tư – Nataša Pavlović |

### Thứ tự gọi tên
| 1. Jamaica 2. Paraguay 3. Nam Tư 4. Pháp 5. Curaçao 6. Liên Xô 7. Venezuela 8. Hà Lan 9. Hoa Kỳ 10. Mexico | 1. Venezuela 2. Hà Lan 3. Hoa Kỳ 4. Jamaica 5. Mexico 6. Liên Xô | 1. Liên Xô 2. Hà Lan 3. Mexico |

## Các giải thưởng đặc biệt
| Giải thưởng                 | Thí sinh                                  |
| --------------------------- | ----------------------------------------- |
| Hoa hậu Thân thiện          | - Quần đảo Virgin (Mỹ) – Monique Lindesay |
| Hoa hậu Ảnh                 | - Ireland – Siobhan McClafferty           |
| Trang phục dân tộc đẹp nhất | - Colombia – Maribel Gutiérrez            |

## Hội đồng giám khảo
- José Luis Rodríguez - ca sĩ diễn viên người Venezuela
- Janet Hubert - nữ diễn viên điện ảnh và truyền hình người Mỹ
- Kuh Ledesma - nữ ca sĩ và diễn viên người Philippines
- Jorge Rivero - diễn viên người Mexico
- Barbara Lauren
- Christophe - ca sĩ và nhạc sĩ người Pháp
- Dustin Nguyen - nam diễn viên điện ảnh người Mỹ gốc Việt.
- Nadia Comăneci - cựu vận động viên thể dục dụng cụ người Romania

### Chung kết
| \| Quốc gia/Vùng lãnh thổ \| Trung bình sơ bộ \| Phỏng vấn \| Áo tắm \| Dạ hội \| Trung bình bán kết \| \| ---------------------- \| ---------------- \| ---------- \| ---------- \| ---------- \| ------------------ \| \| Mexico \| 9.006 (1) \| 9.608 (1) \| 9.450 (1) \| 9.758 (1) \| 9.605 (1) \| \| Hà Lan \| 8.694 (10) \| 9.592 (2) \| 9.073 (6) \| 9.600 (4) \| 9.421 (4) \| \| Liên Xô \| 8.864 (3) \| 9.550 (3) \| 9.225 (3) \| 9.717 (2) \| 9.497 (3) \| \| Venezuela \| 8.719 (7) \| 9.533 (4) \| 9.412 (2) \| 9.650 (3) \| 9.531 (2) \| \| Jamaica \| 8.986 (2) \| 9.418 (6) \| 9.213 (4) \| 9.542 (7) \| 9.391 (5) \| \| Hoa Kỳ \| 8.834 (4) \| 9.425 (5) \| 8.950 (8) \| 9.542 (7) \| 9.305 (6) \| \| Curaçao \| 8.753 (6) \| 9.190 (8) \| 9.135 (5) \| 9.550 (6) \| 9.291 (7) \| \| Paraguay \| 8.719 (7) \| 9.375 (7) \| 8.987 (7) \| 9.350 (10) \| 9.237 (8) \| \| Pháp \| 8.706 (9) \| 9.067 (10) \| 8.867 (10) \| 9.590 (5) \| 9.174 (9) \| \| Nam Tư \| 8.774 (5) \| 9.167 (9) \| 8.875 (9) \| 9.442 (9) \| 9.161 (10) \| | Hoa hậu Á hậu 1 Á hậu 2 Top 6 Top 10 (#) Xếp hạng ở mỗi phần thi |            |            |            |                    |
| Quốc gia/Vùng lãnh thổ | Trung bình sơ bộ                                                 | Phỏng vấn  | Áo tắm     | Dạ hội     | Trung bình bán kết |
| Mexico | 9.006 (1)                                                        | 9.608 (1)  | 9.450 (1)  | 9.758 (1)  | 9.605 (1)          |
| Hà Lan | 8.694 (10)                                                       | 9.592 (2)  | 9.073 (6)  | 9.600 (4)  | 9.421 (4)          |
| Liên Xô | 8.864 (3)                                                        | 9.550 (3)  | 9.225 (3)  | 9.717 (2)  | 9.497 (3)          |
| Venezuela | 8.719 (7)                                                        | 9.533 (4)  | 9.412 (2)  | 9.650 (3)  | 9.531 (2)          |
| Jamaica | 8.986 (2)                                                        | 9.418 (6)  | 9.213 (4)  | 9.542 (7)  | 9.391 (5)          |
| Hoa Kỳ | 8.834 (4)                                                        | 9.425 (5)  | 8.950 (8)  | 9.542 (7)  | 9.305 (6)          |
| Curaçao | 8.753 (6)                                                        | 9.190 (8)  | 9.135 (5)  | 9.550 (6)  | 9.291 (7)          |
| Paraguay | 8.719 (7)                                                        | 9.375 (7)  | 8.987 (7)  | 9.350 (10) | 9.237 (8)          |
| Pháp | 8.706 (9)                                                        | 9.067 (10) | 8.867 (10) | 9.590 (5)  | 9.174 (9)          |
| Nam Tư | 8.774 (5)                                                        | 9.167 (9)  | 8.875 (9)  | 9.442 (9)  | 9.161 (10)         |

## Thí sinh tham gia
| - Argentina - Verónica Honnorat - Bahamas - Farrah Fiona Saunders - Bỉ - Katia Alens - Belize - Josephine Gault - Bermuda - Andrea Sullivan - Bolivia - María Selva Landívar - Brazil - Patricia Franco de Godói - Quần đảo Virgin (Anh) - Anne Lennard - Bulgaria - Christy Drumeva - Canada - Leslie McLaren - Quần đảo Cayman - Bethea Michelle Christian - Chile - Cecilia del Rosario Alfaro - Colombia - Maribel Gutiérrez Tinoco - Quần đảo Cook - Raema Chitty - Costa Rica - Viviana Múñoz - Curaçao - Jacqueline Krijger - Tiệp Khắc - Renata Gorecka - Cộng hòa Dominica - Melissa Vargas - Ecuador - Diana Neira - El Salvador - Rebecca Dávila - Phần Lan - Tanja Vienonen - Pháp - Mareva Georges - Đức - Katrin Richter - Ghana - Dela Tamakole - Hy Lạp - Marina Popou - Guam - Jevon Pellacani - Guatemala - Lorena Palacios - Hồng Kông - Viên Vịnh Nghi - Iceland - Dis Sigurgeirsdóttir - Ấn Độ - Christabelle Howie - Ireland - Siobhan McClafferty - Israel - Miri Goldfarb - Ý - Maria Biscotti - Jamaica - Kimberley Mais - Nhật Bản - Atsuko Yamamoto - Hàn Quốc - Seo Jung-min - Liban - Fida Chehayeb | - Luxembourg - Annette Feydt - Malaysia - Elaine Chew - Malta - Michelle Zarb - Mauritius - Dhandevy Jeetun - Mexico - Lupita Jones - Namibia - Ronel Liebenberg - Hà Lan - Pauline Huizinga - Nicaragua - Ana Sofía Pereira - Nigeria - Tonia Okogbenin - Quần đảo Bắc Mariana - Sharon Rosario - Na Uy - Lene Maria Pedersen - Panama - Liz De León - Paraguay - Vivian Benítez - Perú - Eliana Martínez - Philippines - Maria Lourdes Gonzalez - Ba Lan - Joanna Michalska - Puerto Rico - Lissette Bouret - Trung Hoa Dân Quốc - Lâm Thụ Quyên - Romania - Daniella Nane - Saint Vincent và Grenadines - Samantha Robertson - Singapore - Diêu Doanh Doanh - Tây Ban Nha - Esther Arroyo - Sri Lanka - Diloka Seneviratne - Suriname - Simone Vos - Thụy Điển - Susanna Gustafsson - Thái Lan - Jiraprapa Sawettanan - Trinidad và Tobago - Josie Anne Richards - Thổ Nhĩ Kỳ - Pinar Ozdemir - Quần đảo Turks và Caicos - Kathy Hawkins - Anh Quốc - Helen Upton - Uruguay - Adriana Comas - Hoa Kỳ - Kelli McCarty - Liên Xô - Julia Lemigova - Quần đảo Virgin (Mỹ) - Monique Lindesay - Venezuela - Jackeline Rodríguez - Nam Tư - Natasha Pavlovich |

## Chú ý

### Lần đầu tham gia
- Bulgaria
- Ghana
- Romania

### Trở lại
| - Lần cuối tham gia vào năm 1952: - Anh Quốc - Lần cuối tham gia vào năm 1978: - Nicaragua - Lần cuối tham gia vào năm 1984: - Namibia - Lần cuối tham gia vào năm 1985: - Nam Tư - Lần cuối tham gia vào năm 1986: - Quần đảo Cook | - Lần cuối tham gia vào năm 1987: - Panama - Lần cuối tham gia vào năm 1988: - Liban - Lần cuối tham gia vào năm 1989: - Bỉ - Brazil - Curaçao - Luxembourg - Quần đảo Virgin (Mỹ) |

### Bỏ cuộc
- Aruba – cuộc thi Hoa hậu Aruba năm 1991 đã bị trì hoãn và người chiến thắng năm 1991 của họ, Jerusha Rasmijn, đã được cử tham dự Hoa hậu Hoàn vũ 1992.
- Úc – do thiếu tài trợ và kinh phí
- Áo – Christine Heiss
- Đan Mạch – Sharon Givskav - do thiếu tài trợ và kinh phí. Cô ấy tham dự Hoa hậu Thế giới 1991.
- Ai Cập – không có cuộc thi.
- Anh – tham dự với tư cách Anh Quốc (United Kingdom hay Great Britain) từ bây giờ.
- Gibraltar – Sarah Yeats (mất giấy phép của họ với tổ chức Hoa hậu Hoàn vũ.)
- Greenland – Bibiane Holm - mất giấy phép của họ với tổ chức Hoa hậu Hoàn vũ và tham dự Hoa hậu Thế giới 1991.
- Honduras – Claudia Mercedes Caballero (Cô ấy ngã bệnh và rút lui do bị mệt mỏi kinh niên và phải nghỉ ngơi theo đơn thuốc.)
- Bồ Đào Nha – Carla Lopes Da Costa Caldeira
- Scotland – tham dự với tư cách Anh Quốc (United Kingdom hay Great Britain) từ bây giờ.
- Thụy Sĩ – Priscilla Leimgruber (Cô ấy bị ốm và bỏ cuộc vào phút chót)
- Wales – tham dự với tư cách Anh Quốc (United Kingdom hay Great Britain) từ bây giờ.

### Chỉ định
- Venezuela – Jackeline Rodríguez

### Thay thế
- Philippines – Maria Lourdes Gonzalez thay thế Anjanette Abayari, người không phải là công dân Philippines.
- Venezuela – Sharon Luengo: Giám đốc của cuộc thi Hoa hậu Venezuela, Osmel Sousa muốn gửi cô ấy đến Hoa hậu Hoàn vũ do cuộc thi Hoa hậu Venezuela 1991 bị trì hoãn, nhưng Tổ chức Hoa hậu Hoàn vũ đã từ chối cô ấy do vị trí Á hậu 2 của cô ấy tại Hoa hậu Thế giới 1990, và họ quyết định chọn đại diện Venezuela cho Hoa hậu Hoàn vũ 1991 theo sự chỉ định đặc biệt.
- Liên Xô – Người chiến thắng Hoa hậu Liên Xô 1990, Maria Kezha, chưa đủ tuổi sau ngày 1 tháng Hai.

### Không tham dự
- Kenya – Aisha Wawira Lieberg, do thiếu tài trợ và kinh phí, cô ấy tham dự Hoa hậu Hoàn vũ 1992.
- New Zealand – Adele Valerie Kenny (cô ấy chưa đủ tuổi trước ngày 1 tháng Hai)

### Đổi tên
- Hà Lan – bắt đầu dùng danh xưng tiếng Anh Netherlands thay cho Holland.
- Anh Quốc – Great Britain bắt đầu tham dự với tên gọi United Kingdom lần đầu tiên.